# Gōseki Kojima
Gōseki Kojima (jap. 小島 剛夕, Kojima Gōseki; * 3. November 1928 in Yokkaichi; † 5. Januar 2000) war ein Mangaka, der vor allem durch den Manga Okami (Lone Wolf & Cub), der gemeinsam mit Kazuo Koike entstand, bekannt wurde.
Ab 1950 war er in Tokio als Illustrator tätig. Seinen ersten Manga zeichnete er 1967 für ein Magazin. Daraufhin schuf er einige Werke für Garo und machte sich im Bereich der Gekiga einen Namen. 1970 begann die Arbeit mit Kazuo Koike an Kozure Okami. Mit diesem Werk erreichte er großen Ruhm und Anerkennung. Es war der Beginn einer sehr erfolgreichen Zusammenarbeit mit Kazuo Koike.
2004 erhielt Kazuo Koike gemeinsam mit Gōseki Kojima den angesehenen Hall of Fame Eisner Award der Jury.